# Rowena Morrill
Rowena Morrill (Nicholasville, 14 de setembro de 1944 - 11 de fevereiro de 2021) foi uma ilustradora estadunidense

## Carreira
Foi notória por seus trabalhos realizados nas áreas de ficção científica e fantasia ao longo de seus mais de 20 anos de carreira.

## Morte
Morreu em 11 de fevereiro de 2021, aos 76 anos, sua saúde já estava debilitada a anos.